# Anja Hegeler
Anja Hegeler (geboren als Anja Dahlgrün, zwischenzeitlich Anja Ehrke; * 7. November 1965 in Hamburg; † 24. Dezember 2022 ebendort) war eine deutsche Schachspielerin.

## Leben

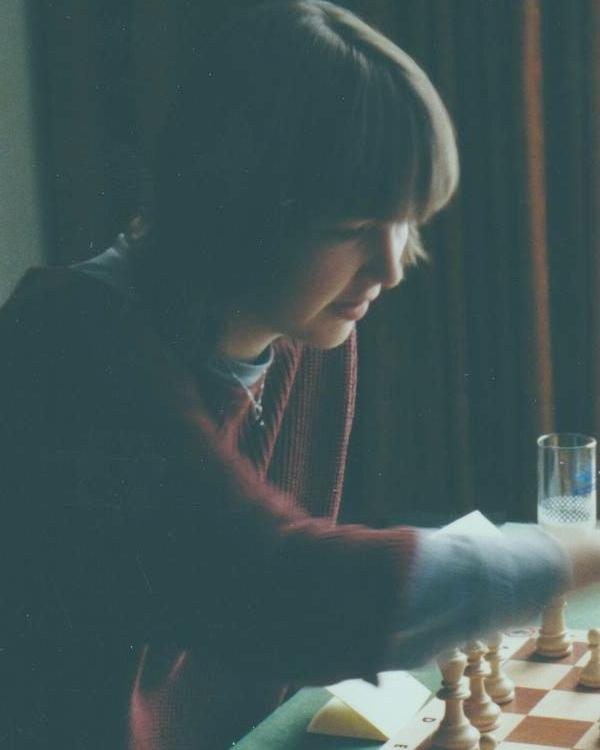
Anja Dahlgrün, Zonenturnier 1985 in Bad Lauterberg

Sie gewann zweimal die Deutsche Meisterschaft der Mädchen. 1983 in Hanau wurde sie Erste vor Bettina Trabert. 1984 in Odenthal-Eikamp gewann sie zum zweiten Mal die Deutsche Mädchenmeisterschaft.
1984 in Bad Aibling nahm sie zum ersten Mal an einer Deutschen Einzelmeisterschaft der Frauen teil und belegte Platz 6. Bei der Deutschen Blitzmeisterschaft der Frauen 1986 in Hameln war sie Dritte hinter Gisela Fischdick und Isabel Hund. 1987 in Bad Lauterberg belegte sie bei der Deutschen Einzelmeisterschaft der Frauen den zweiten Platz. 1999 in Essen wurde sie Dritte bei der Deutschen Blitzmeisterschaft hinter Gisela Fischdick und Jessica Nill. 2002 in Barnstorf bei der Deutschen Schnellschach-Meisterschaft der Frauen wurde sie Dritte hinter Gisela Fischdick und Vera Jürgens.
Sie erreichte den 12. Platz bei der U-20-Europameisterschaft 1984. Beim Zonenturnier der Frauen 1985 in Bad Lauterberg belegte sie hinter Helene Mira den vierten Platz. Sie qualifizierte sich auch für das Zonenturnier in Erlangen 1987. Bei der Schacholympiade 1988 in Thessaloniki spielte sie für die deutsche Damenauswahl; dort erreichte sie 6 Punkte aus 11 Partien. Ihr größter Erfolg war der 3. Platz mit 7,5 Punkten aus 11 Partien beim Zonenturnier in Haifa 1989.
Anja Hegeler trug den Titel Internationaler Meister der Frauen (WIM). Sie war Mitglied des Hamburger SK 1830 und spielte mit diesem von 1991 bis 1995 und erneut seit 1997 in der Frauenbundesliga.
Ihr Vater Harro Dahlgrün (1918–1995) war Gründungsmitglied der Rugby-, Basketball- und Schachabteilungen des Hamburger SV sowie ab 1971 dessen Ehrenmitglied, langjähriger Geschäftsführer des Hamburger Sportbundes und schrieb ein vierbändiges Werk über das Königsgambit.
Anja Hegeler starb nach langer schwerer Krankheit an Heiligabend 2022.